# كارل أماديوس هارتمان
كارل أماديوس هارتمان بالإنجليزية Karl Amadeus Hartmann (و. 2 أغسطس 1905 – ت. 5 ديسمبر 1963) مؤلف موسيقي ألماني. اعتبره البعض أعظم مؤلف للموسيقى السيمفونية في القرن العشرين رغم تجاهله الآن، خاصة في الدول التي تتحدث الإنجليزية.

## حياته
بالتناوب وحشية وحزينة، غنائية ويائسة، تعبر موسيقى كارل أماديوس هارتمان عما حدث في أوروبا من الثلاثينات إلى الستينات. عمل في القوالب الكبيرة أساسا، فأنتج مجموعة أعمال – حتى وقت كبير كانت مغفلة – تحافظ على احترام مثل القرن التاسع عشر للتعبير أثناء صياغة لغة ذاتية مميزة في القرن العشرين في نفس الوقت.
أعمال هارتمان الأولى، مثل توكاتا وفوجة الجاز للبيانو الصولو، تكشف عن أثر ليس فقط الجاز لكن أثر هندميث وبارتوك أيضا. لعدة سنوات قبل أن يصبح هتلر مستشارا، أعد حفلات للموسيقى الجديدة في ميونخ وخلال حياته ظل مطلعا على أحدث التطورات الموسيقية دون أن يرتبط بمدرسة معينة. كان معاديا شديدا للفاشية، أهدى هارتمان عمله «البؤساء» الذي بدأه عام 1933، إلى ضحايا مخيمات الاعتقال التي أقامها هتلر بالفعل «أصدقائي، الذين اضطروا الموت مئات المرات، الذين ينامون للابد: لن ننساكم». العام التالي بدأ العمل في «أبسط مغفل»، وهي أوبرا مأخوذة عن سرد في القرن السابع عشر لحرب الثلاثين عام، حين قام بمقارنات بين ألمانيا في ذلك العصر وألمانيا في الوقت الحاضر؛ لم يعرض حتى بعد الحرب العالمية الثانية.
خلال العصر النازي ظل هارتمان في "منفى داخلي" فرضه على نفسه في ميونخ، حيث سحب نفسه وموسيقاه من حياة الحفلات من 33 إلى 45 كان قد شارك في حركة المقاومة السرية، وفي مرحلة ما دفن مسوداته في موقع نائي، حيث كان يخشى أنها قد تتلف. عام 42 بدأ فترة دراسة مع أنطون فيبرن. في حين بذل التسلسل لفيبرن أثرا مباشرة قليلا، تعلم هارتمان الكثير من المؤلف الأكبر منه سنا، ليس أقله الانضباط الرسمي لتوازن ما أقر أنه ميوله الأكثر فوضوية. مع قرب انتهاء الحرب، شهد هارتمان مارس الموت للسجناء خارج داتشاو. استجابته كانت سوناتا البيانو "27 أبريل 1945”، التي تحمل النقش "كان الجدول لا ينتهي، والتعاسة لا تنتهي، والأسى لا ينتهي". حين أكمل السوناتا، كانت الحرب قد انتهت.
تعين لمراقبة إعادة إنشاء الحياة الموسيقية في بافاريا، أقام سلسلة طويلة من الحفلات المؤثرة للغاية بعنوان «فلتحيا الموسيقى». منذ عام 47 فصاعدا، قام هارتمان بمهمة موازية لإعادة إنشاء أعماله الخاصة، جزئيا لتقديم سياق خالي من وصمة العصر النازي. بعض الأعمال التي راجعها أو سحبها، أخرى تركها لمقطوعات جديدة. مع نشر السيمفونية رقم 6 سنة 1953 (المشتقة من الموسيقى المكتوبة عام 38)، بدا إعادة التنظيم كاملا، رغم أن المزيد من المراجعات تلت ذلك، كما فعلت سيمفونيتين جديدة كليا. إضافة إلى الثمانية سيمفونيات، أعمال هارتمان السيمفونية تشمل «السينفونيا المأساوية» و«النشيد الوطني». عند النظر إليهما معا، هذا أساس عمله، تركيب عناصر التقليد النمساوي الألماني من بروكنر من مالر إلى بيرج، مع ذلك دائما بطابع ذاتي ينتج عن الإنسانية العميقة والمعرفة الموسيقية الواسعة.

## أشهر أعماله

### سيمفونية رقم 1
العنوان الفرعي للسيمفونية رقم 1 - “محاولة لكتابة قداس جنازئي«– قد تنطبق على كل سيمفونيات هارتمان. مشتقة من» مقتطفات سيمفونية" قبل الحرب، تبدأ بصوت ترومبت يتميز بالكثافة العاصفة قبل دخول المطربة الصولو من طبقة الميتزو-سوبرانو لتنغم اللغة الألمانية لهارتمان ومعالجة قصيدة والت وايتمان “تعاسة": “أجلس أنظر لكل مآسي العالم... كل الحقارة والعذاب دون نهاية«. يعود الترومبت، يحضر معه تعبير عن اليأس الذي يذكر بيوم القيامة، الذي يبدو أن المطربة الصولو أذعنت له بالفعل. أربع من الخمس حركات هي ألحان لشعر وايتمان مما يمنح العمل شكل شبه أعمال مالر التي تمزج السيمفونية بحرية مع الأغنية الأوركسترالية والكنتاتا الدرامية. الكل يزخر بالكئابة الأليمة التي تنعكس في غناء المطربة الصولو دوما دون تجميل العواطف المعبر عنها. فقط الحركة الثالثة الآلية تقدم الأمل، أو على الأقل الراحة، لكن سرعان ما تنطفئ من آخر حركتين» الدموع«و» استجداء". بعد الكلمات الأخيرة للمطربة (“أيها الموتى! تنفسوا الموت العذب الأبدي والسنوات والقرون")، الجزء الأخير يعتمد على أقصر ذروة أوركسترالية فوق دق الأجراس الجنائزية.

### السيمفونية رقم 3
السيمفونية رقم 3 التي عرضت أول مرة في ميونيخ عام 1950، تتكون من موسيقى كتبها أثناء الحرب، إضافة إلى حركة من عمل «مرثية» (التي كتبها استجابة لاعتقال صديق له) والسينفونيا المأساوية سنة 1943. رغم أن العمل ليس متكاملا، لكن النتيجة مقطوعة متكاملة تحمل عنوان «فوجة تتطلب براعة العزف» للمؤلف، تبدأ بآلات إيقاعية بالكاد مسموعة تمهد الطريق للحن يعزف أول مرة على الدابل باص، ثم يكمله خماسية وترية قبل أن يضيف قسم الوتريات الكامل صوته. لم يصل قط تماما إلى الكريشندو، القالب يتم تناوله بروعة. الانفجار المفاجئ للآلات الإيقاعية وآلات النفخ يحطم الحالة النفسية باختصار، حيث يدخل في فقرة تتميز بالبريق الذي لا يشتت تماما الكئابة. الحركة الأخيرة كانت في الأصل الحركة الأولى من «السينفونيا المأساوية»، وهو عمل لم يلق الملاحظة في حياة هارتمان لكن أعيد اكتشافه في السبعينات. المارش الافتتاحي يثبت مناخ جنائزي لم يقدم باقي العمل مهربا منه، رغم أن الألحان المشتاقة لآلات النفخ الخشبية تصارع لوقت قصير لكن بلا جدوى للتحرر. تختتم بهدوء شديد حتى يبدو كأن الموسيقى، بدلا من الوصول إلى الذروة، توقفت عن الوجود.

### الكونشرتو الجنائزي
حين في عام 1959 راجع هارتمان «موسيقى الحداد» عام 1939، أعاد عنونة «الكونشرتو الجنائزي»، حيث أصبح الشكل أكثر عمل يعرض له. الرابسودية الكمان الصولو المؤثرة، التي تتطلب درجة من المهارة مثلما في أي من الكونشرتات الرومانسية العظيمة، لا تبهم الاقتناع العميق الكامن وراء العمل. التوتر بين العازف الصولو والأوركسترا الوتري، بين لحظات السكون، وأحيانا دافع للأمام، يستمر بشكل رائع في العمل. يفتتح الكونشرتو باقتباس آلي من ترنيمة تشيكية من العصور الوسطى، معبرا عن حزن هارتمان من الغزو الألماني لتشيكوسلوفاكيا عام 1938. هذا يؤدي بسرعة إلى الحركة الثانية الأداجيو حيث تكون الخطوط الغنائية الطويلة للكمان الصولو صيحة يأس للمستقبل، أسفلها الأوركسترا تدق في تعاطف (الوتريات فقط). الغضب يسيطر على الحركة الثالثة، أخيرا ينحسر مع خضوعه للمارش في الكورال في الحركة الرابعة.

## روابط خارجية
- كارل أماديوس هارتمان على موقع IMDb (الإنجليزية)
- كارل أماديوس هارتمان على موقع مونزينجر (الألمانية)
- كارل أماديوس هارتمان على موقع ميوزك برينز (الإنجليزية)
- كارل أماديوس هارتمان على موقع ديسكوغز (الإنجليزية)
- كارل أماديوس هارتمان على موقع كينوبويسك (الروسية)